# Новодарковичское сельское поселение
Новода́рковичское сельское поселение — муниципальное образование в северной части Брянского района Брянской области. Центр — посёлок Новые Дарковичи.
Образовано в результате проведения муниципальной реформы в 2005 году, путём преобразования дореформенного Новодарковичского сельсовета.

## Население
| 2010  | 2011  | 2012  | 2013  | 2014  | 2015  | 2016  | 2017  | 2018  |
| ----- | ----- | ----- | ----- | ----- | ----- | ----- | ----- | ----- |
| 3960  | ↗3966 | ↘3958 | ↘3910 | ↘3890 | ↘3852 | ↗3923 | ↘3912 | ↘3889 |
| 2019  | 2020  | 2021  |       |       |       |       |       |       |
| ↗3924 | ↘3914 | ↗4781 |       |       |       |       |       |       |

## Населённые пункты
| № | Населённый пункт      | Тип     | Население |
| - | --------------------- | ------- | --------- |
| 1 | Буда                  | деревня | ↘107      |
| 2 | Весёлый               | посёлок | ↘0        |
| 3 | Дарковичи             | село    | ↘1042     |
| 4 | Дубровка              | деревня | ↘825      |
| 5 | Новые Дарковичи       | посёлок | ↗1900     |
| 6 | Фокинское Лесничество | посёлок | ↘36       |